# 今日俄罗斯
55°44′15.38″N 37°35′24.92″E / 55.7376056°N 37.5902556°E
今日俄羅斯（俄语：Россия Сегодня，羅馬化：Rossiya Segodnya，發音：[rɐˈsʲijə sʲɪˈvodʲnʲə]）是俄羅斯總統普丁於2013年12月9日簽署命令立案，將官方媒體整合以俄新社為基礎而設立的國有媒体集團。而俄新社英文版在其立案時報導指出國家似乎表明強化控制已嚴格監管的媒體業。2024年9月17日，Facebook、WhatsApp和Instagram的所有者Meta宣布禁止今日俄羅斯等俄罗斯国家媒体网络在其平台上运营。

## 概要
今日俄羅斯合併俄新社跟俄羅斯之聲兩家公司，在俄新社原址上成立，負責向海外報導俄國政策及其社會生活。现任主编是玛格丽塔·西蒙尼扬，总裁是德米特里·基谢廖夫。品牌下拥有俄语、英语、西班牙语、阿拉伯语、汉语广播和新闻专线，30多个语种的新闻网站，多媒体国际新闻中心，同时生产和传播图片内容和图表新闻，社交网络新闻产品，手机客户端内容。另外，還針對烏克蘭東部武裝衝突事件成立線上報紙《Ukraina.ru》，刻意與烏克蘭、西方媒體的觀點互別苗頭。
英譯剛好是RT電視台在2009年之前使用的「Russia Today」，雖RT強調無關，但實際上兩家皆由玛格丽塔·西蒙尼扬擔任總編輯而常混為一談，RT電視台於中文推廣時也用過；俄國官方後來採其羅馬化轉寫避免混淆。

## 旗下媒體
- 卫星通讯社
- 俄新社（RIA）
- Prime经济新闻社
- R-Sport体育新闻社
- 房地产网站RIA房地产
- 评级机构RIA评级
- 外媒报导译文门户网站Inosmi.ru
- Ukraina.ru

## 外部連結
- 官方网站 （俄文）